# Krzysztof Kamil Baczyński
Krzysztof Kamil Baczyński (pseudonymy: Jan Bugaj, Krzyś a další; 22. ledna 1921 – 4. srpna 1944) byl polský básník a také voják; jeden z nejznámějších autorů generace Kolumbů, mladé generace polských básníků, z nichž mnozí zahynuli při Varšavském povstání.

## Život

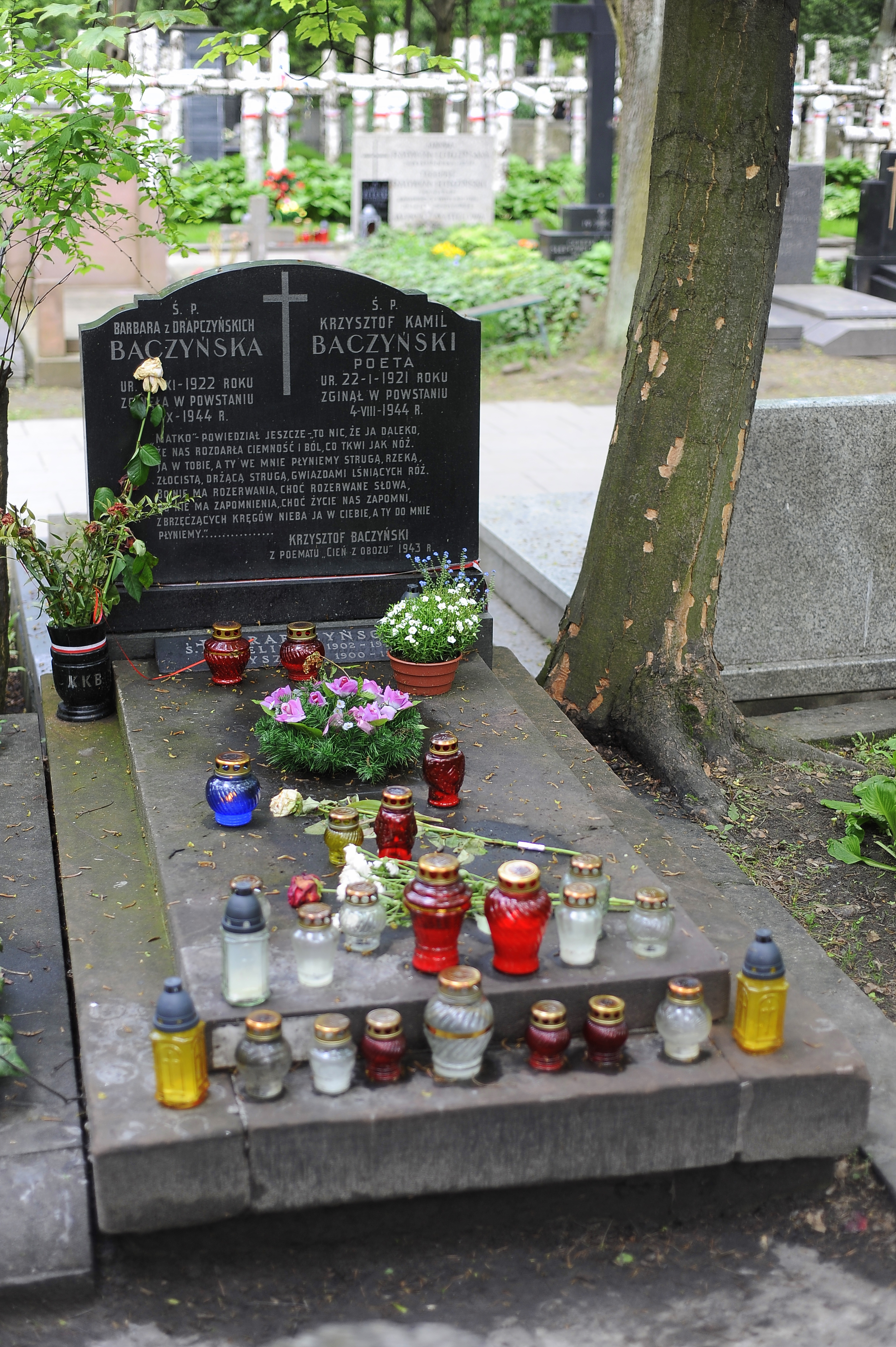
Hrob Krzysztofa Kamila Baczyńského a jeho manželky ve Varšavě

Baczynski se narodil ve Varšavě, a to v rodině proslulého literárního kritika, jenž byl i vojákem polských legií v první světové válce, Stanislava Baczyńského. Jeho matka, profesí pedagožka, Stefania Baczyńska (1890–1953), roz. Zieleńczyk, byla horlivá katolička s židovskými kořeny a jako taková byla považována Němci za Židovku, otec Stanisław Baczyński (1890–1939) byl polským spisovatelem, literárním kritikem, novinář a také bývalým vojákem. Jeho strýc, prof. Adam Zieleńczyk (1880–1943), byl polským akademikem, který byl zavražděn gestapem v roce 1943.
Krzysztof Kamil Baczynski byl pokřtěn dne 7. září 1922 ve Varšavě. Jako dítě trpěl astmatem, jeho srdce bylo velmi slabé, a on byl v neustálém ohrožení onemocnění tuberkulózou.
Debutoval jako básník v roce 1938 ve 'Strzała', časopisu vydávaném organizací socialistické mládeže Spartakus, ke kterému sám náležel. Po dokončení studia, měl v plánu pokračovat ve studiu na varšavské Akademii výtvarných umění, ale kvůli vypuknutí druhé světové války skončily jeho plány nezdarem.
Během německé a sovětské (až do roku 1941) okupace Polska, pokračoval ve spolupráci s levicovým podzemním tiskem. Ve stejné době byl studentem polského jazyka v tajné podzemní varšavské univerzitě a v Zemské armádě. Měl několik zaměstnání. Ve svém bytě přechovával několik kusů zbraní, včetně samopalů a granátů.
Dne 6. července 1942 se oženil s Barbarou Stanisławou Drapczyńskou (1922–1944), jež byla jeho univerzitní kolegyní. Krátce před Varšavským povstáním dal K. K. Baczynski kopii všech svých básní jednomu ze svých přátel, aby je uchoval.
V roce 1944 se zapojil do varšavského povstání a čtvrtého dne bojů padl kulkou odstřelovače. Pochován je na Vojenském hřbitově na Powązkach v rodné Varšavě stejně jako jeho rodiče.

## Rodinná fotogalerie

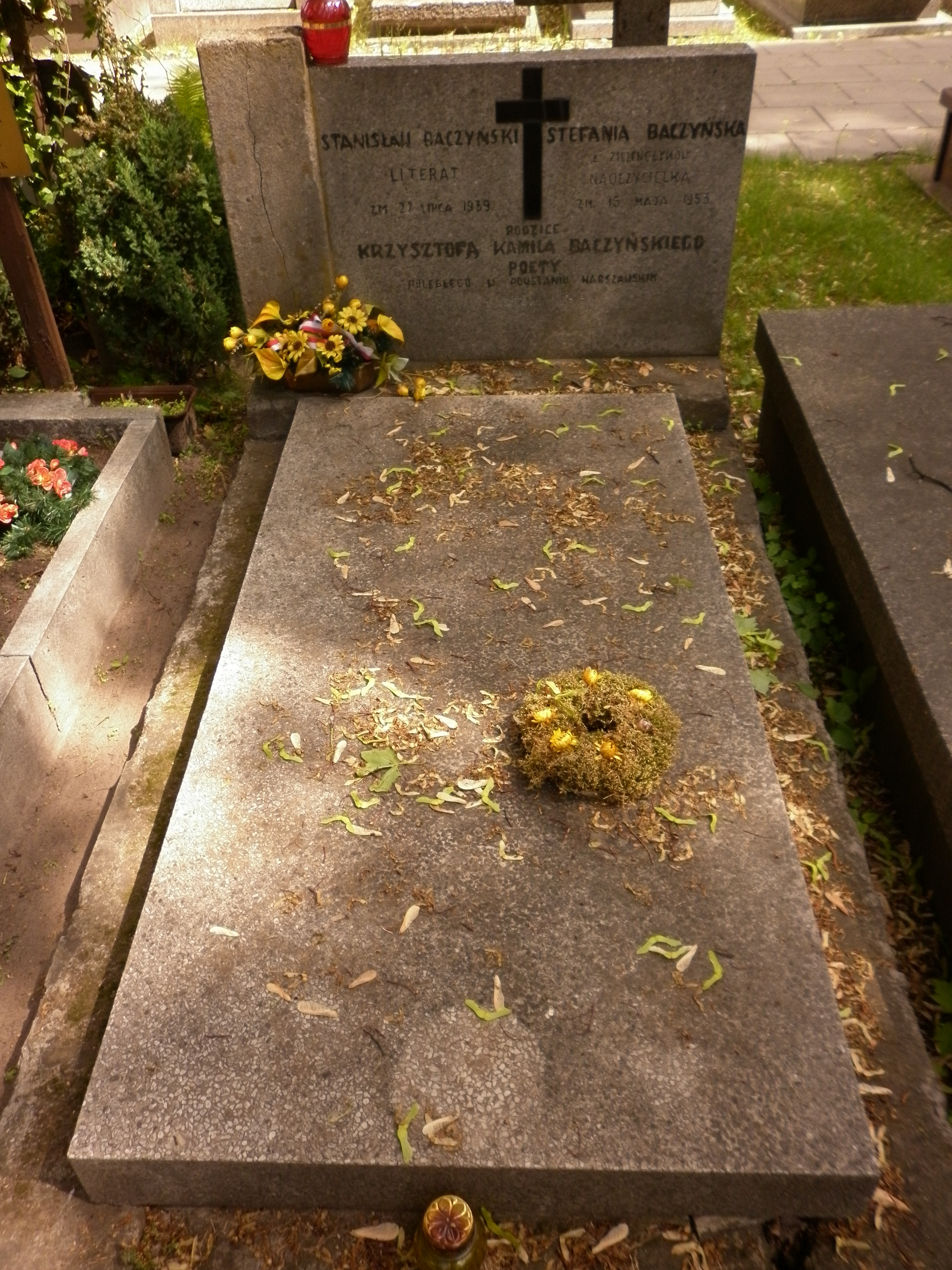
Hrob jeho rodičů, S. Baczyńskiego a S. Baczyńské na hřbitově 'Cmentarz Wojskowy na Powązkach' ve Varšavě
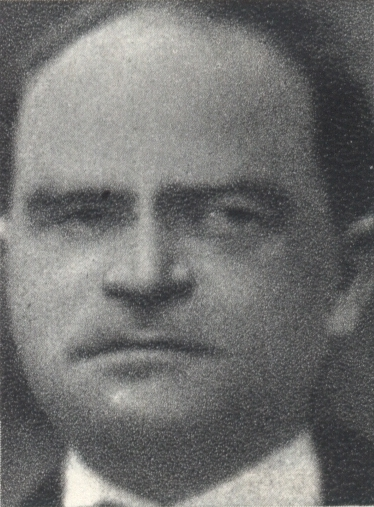
Jeho strýc z matčiny strany, prof. Adam Zieleńczyk
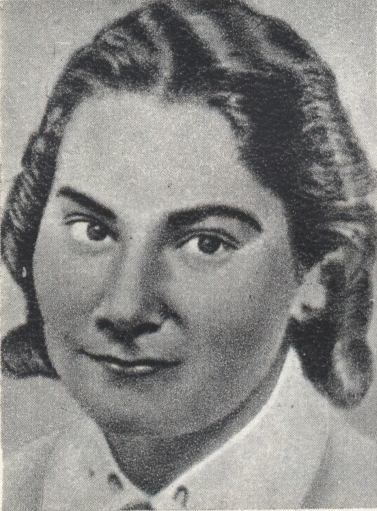
Wanda Zieleńczyk (pseud. 'Dziula', 1920-1943), dcera Adama Zieleńczyka, básnířka
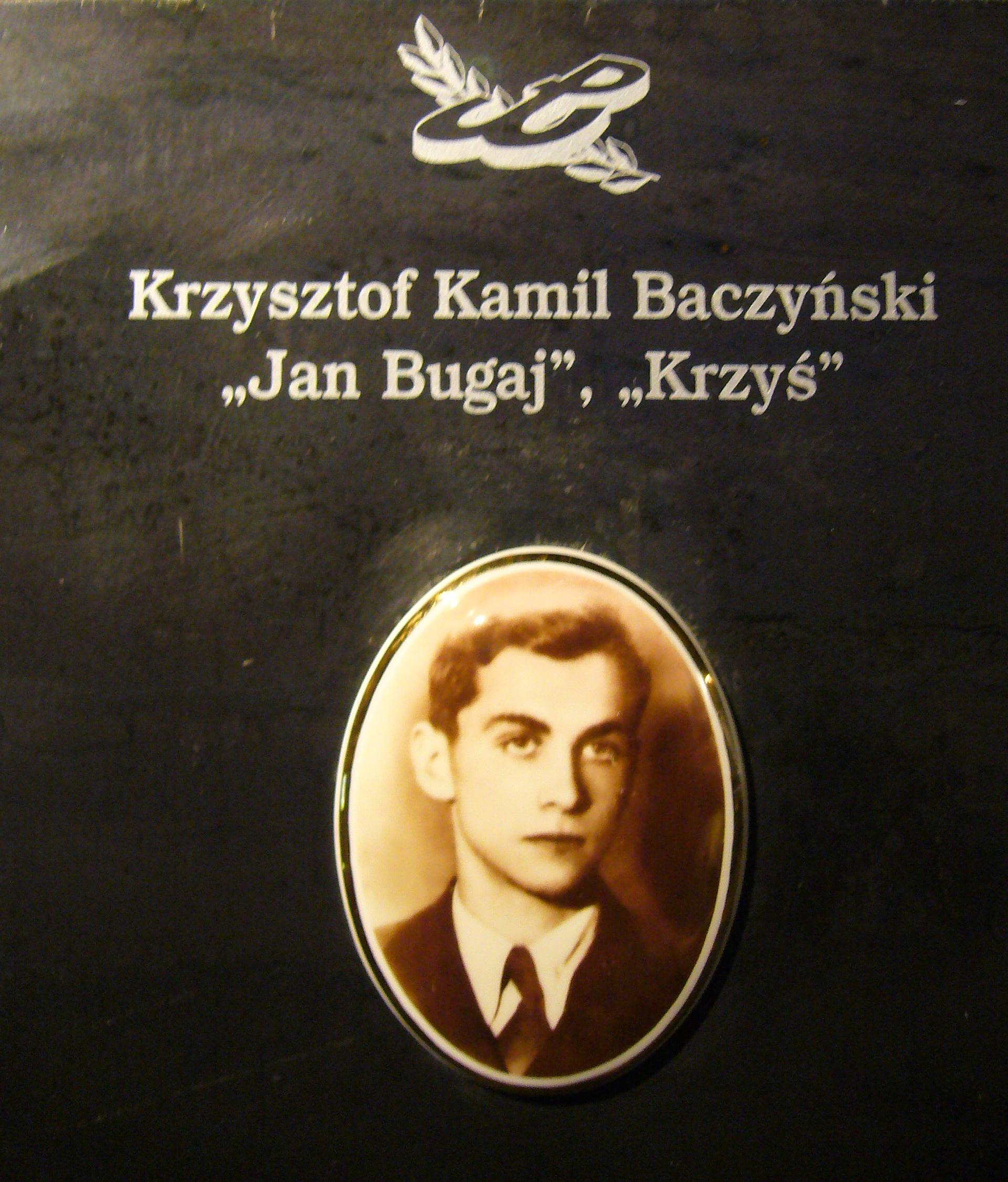
K. K. Baczyński v Muzeum Powstania Warszawskiego ve Varšavě (viz jeho pseudonymy)
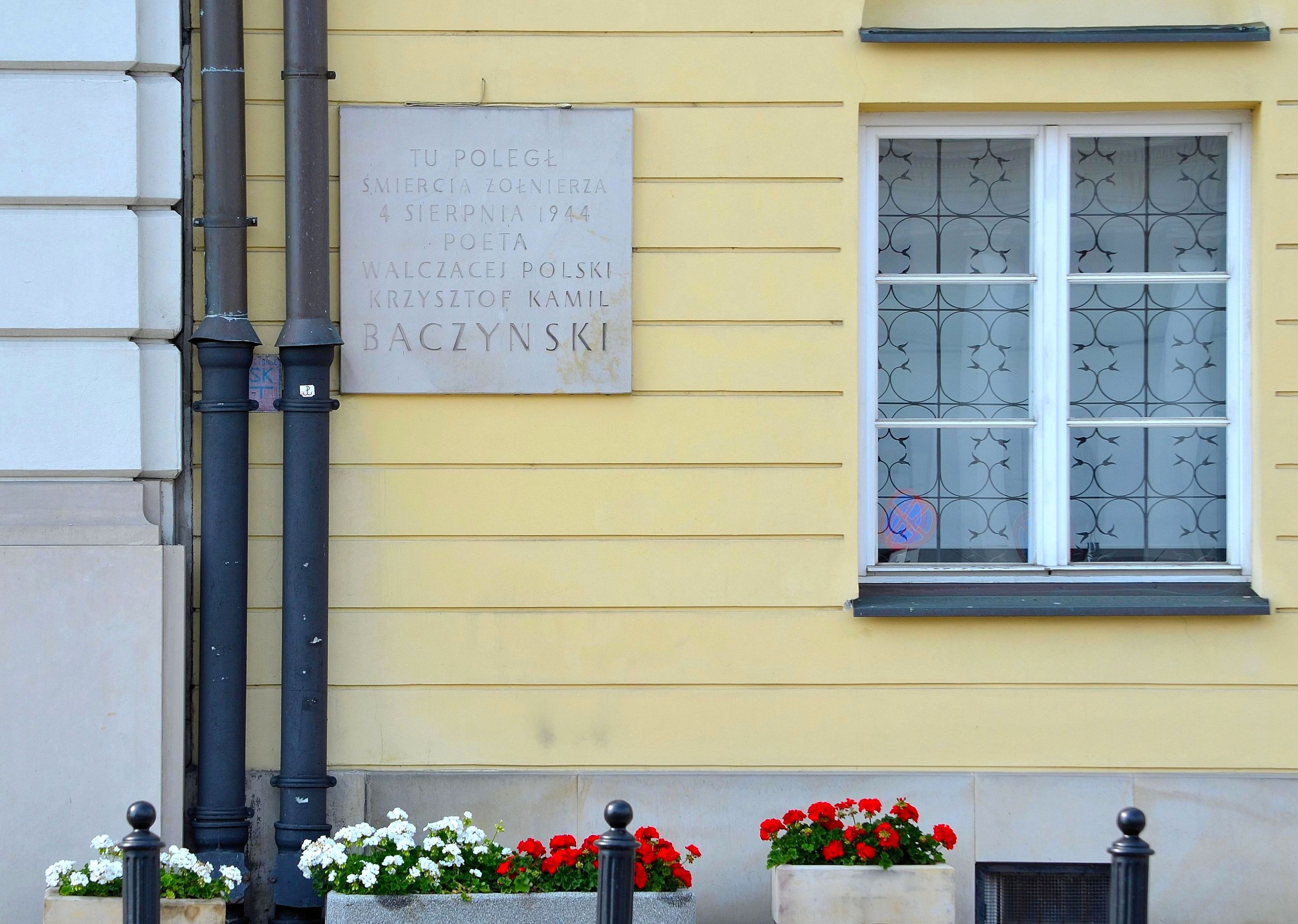
Pamětní deska K. K. Baczyńskiego na Pałaci Blanka ve Varšavě
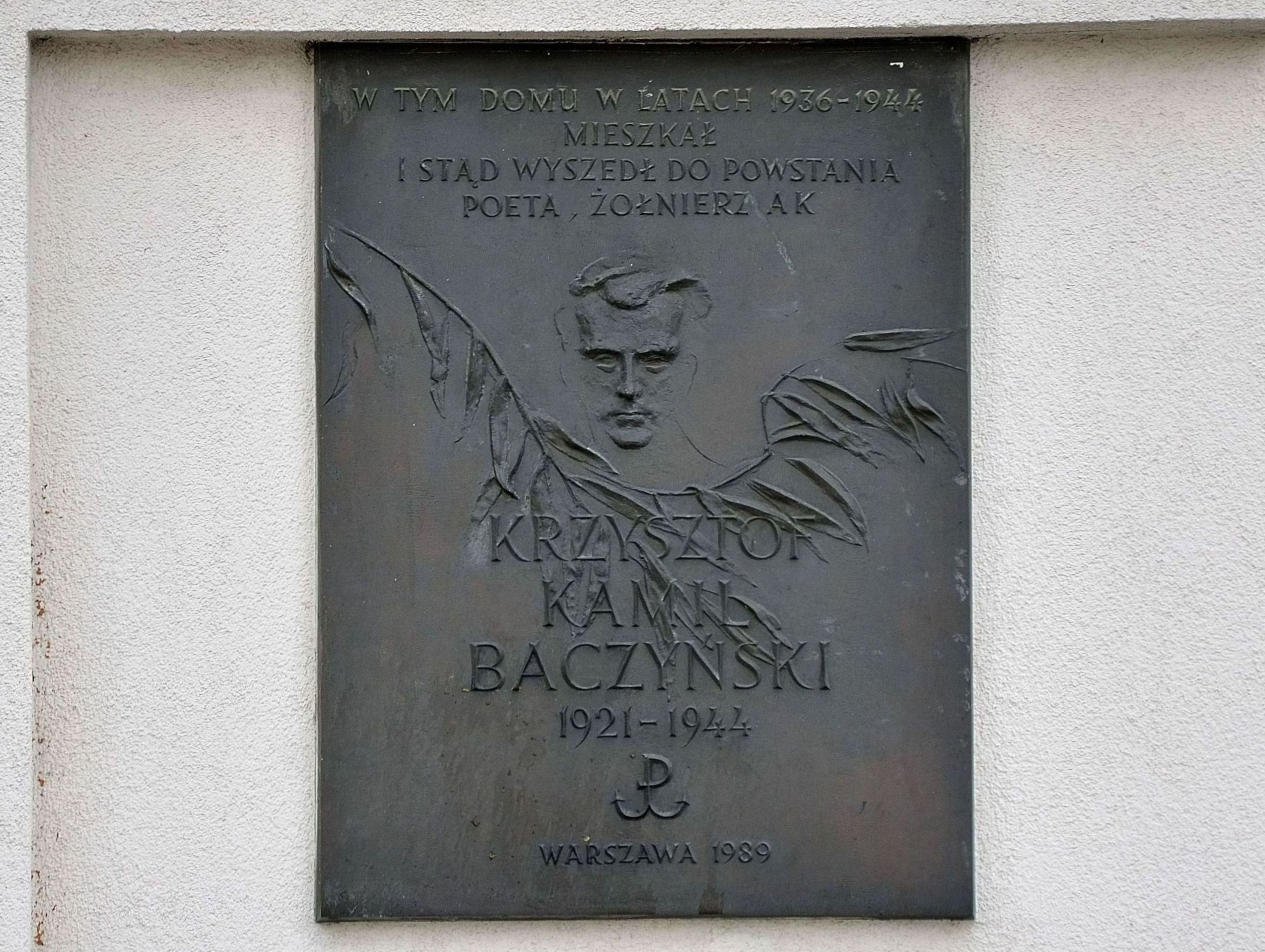
Pamětní deska K. K. Baczyńskiego na ulici Tadeusza Hołówki 3 ve Varšavě
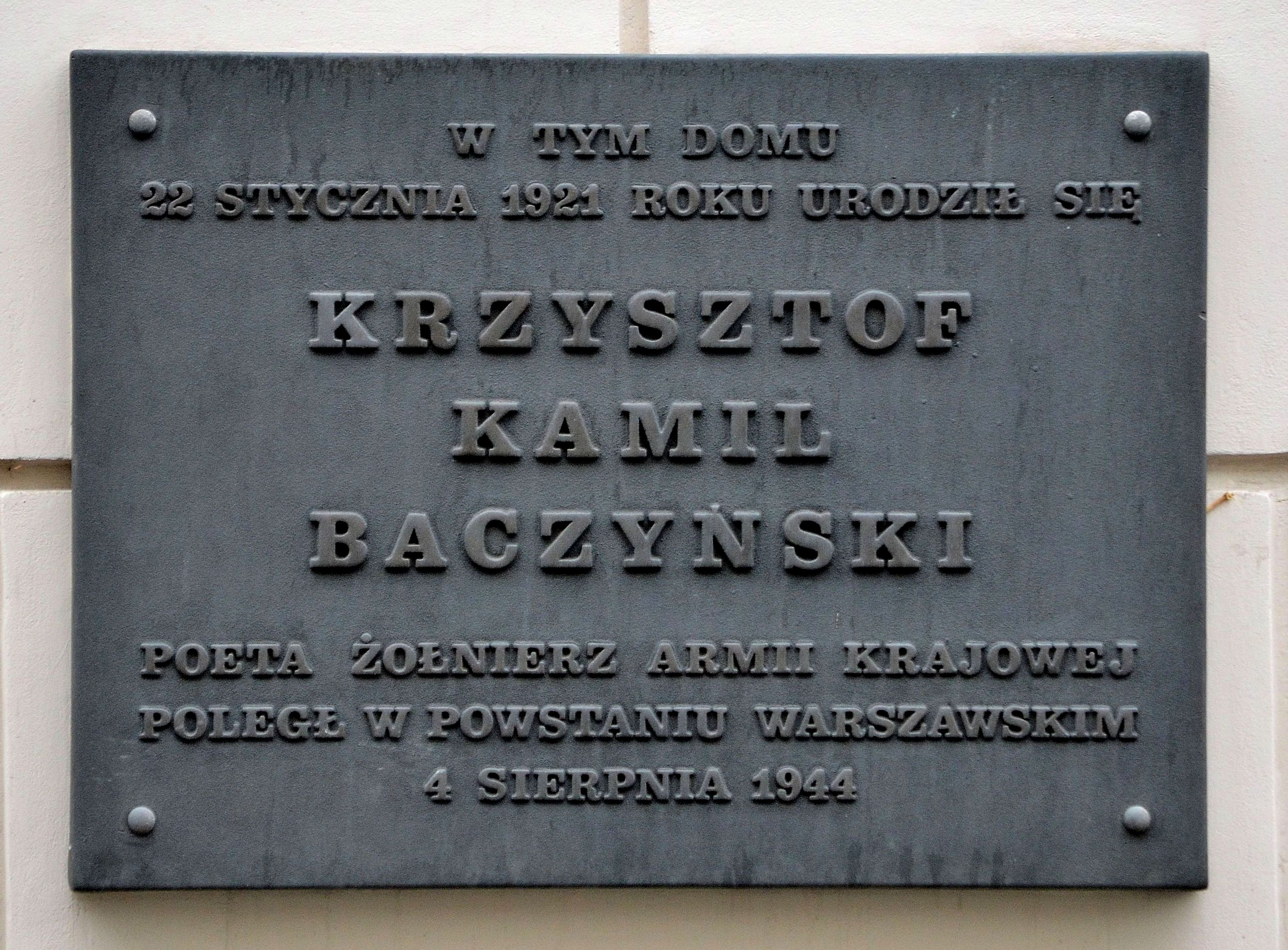
Pamětní deska K. K. Baczyńskiego na ulici Bagatela 10 ve Varšavě
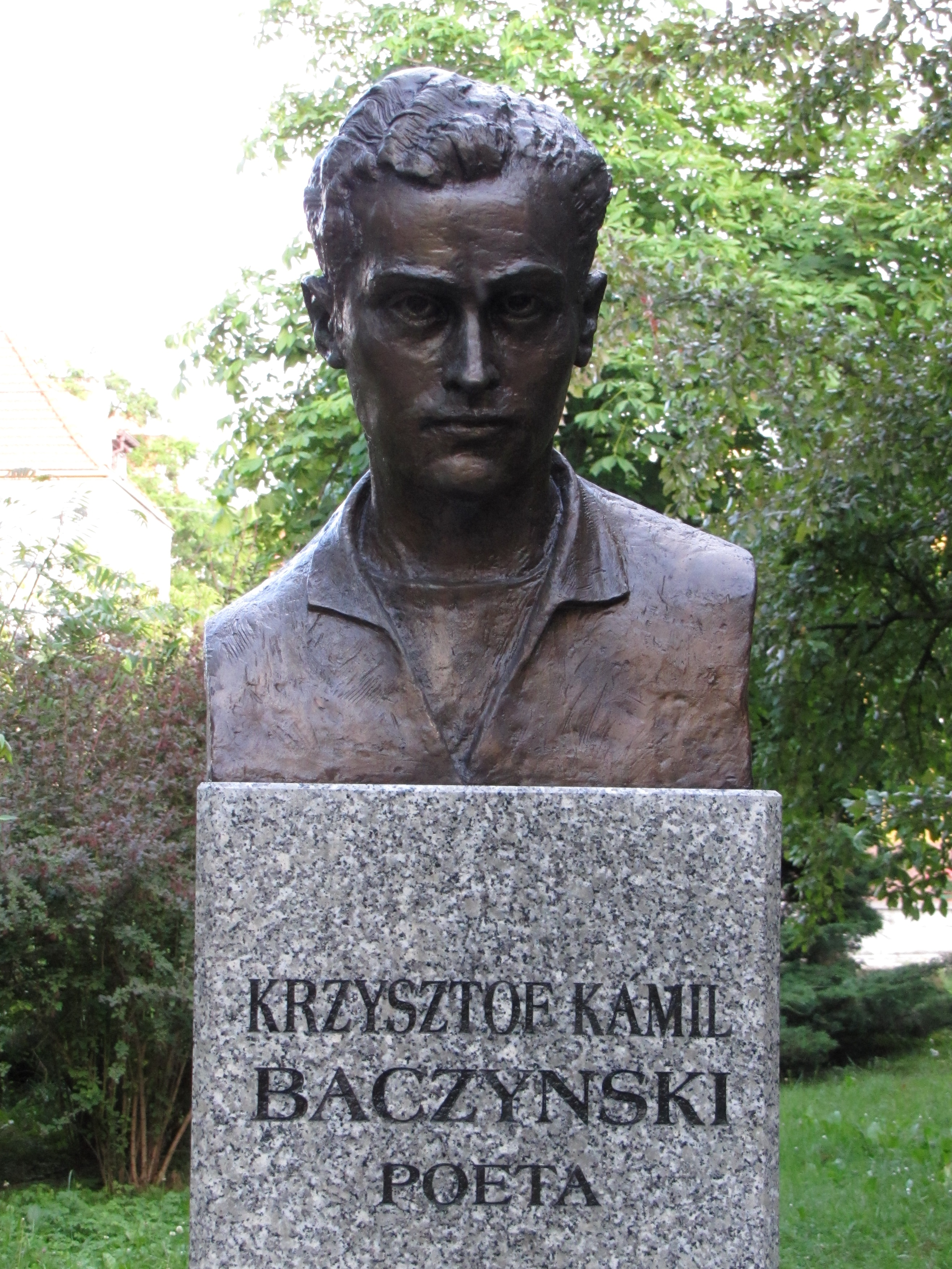
Socha K. K. Baczyńskiego ve městě Kielce (Polsko)
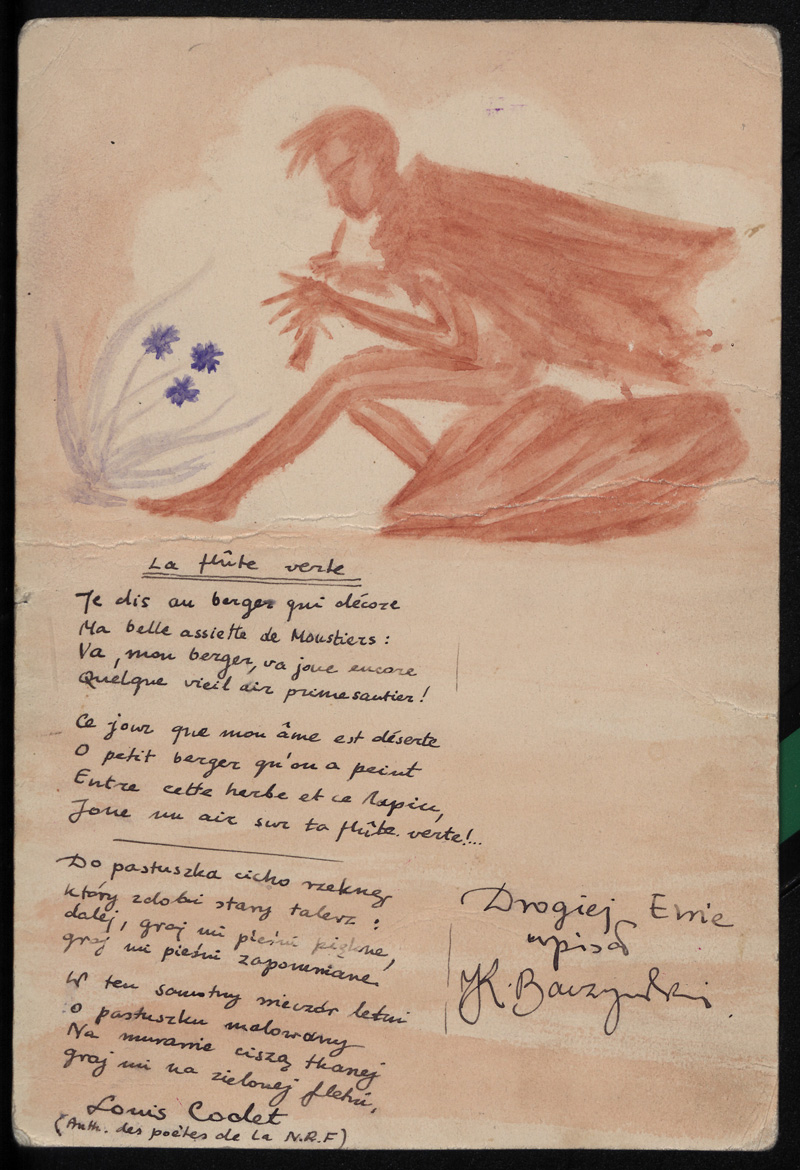
Polská verze básně 'La flûte verte' autora Louise Codeta v podání K. K. Baczyńskiego (1939)
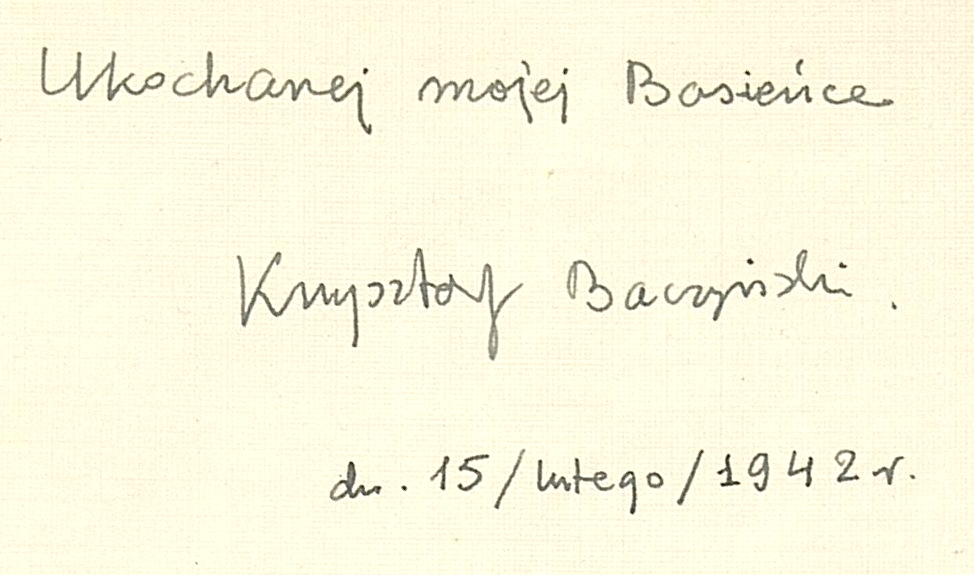
Krzysztof Kamil Baczyński (podpis)